# 尼崎東発電所
尼崎東発電所（あまがさきひがしはつでんしょ）は、兵庫県尼崎市にあった関西電力の火力発電所。

## 概要
日本電力株式会社の尼崎火力発電所がその前身であり、当初は1964年4月に一旦廃止されたが、既存の送電線・揚運炭装置などの設備を有効利用するため、跡地に建設されることになった。
1965年に1号機が運転を開始、2号機までが建設された。燃料の主力はすでに石炭から重油へと転換していたが、政府の国内炭保護政策に協力する立場から石炭・重油混焼方式を採用した。
その後、老朽化に伴い廃止された。

## 廃止された発電設備
- 総出力：31.2万kW[1]

1号機（廃止）
定格出力：15.6万kW
使用燃料：石炭、重油
営業運転期間：1965年9月 - 2001年12月15日
2号機（廃止）
定格出力：15.6万kW
使用燃料：石炭、重油
営業運転期間：1966年10月 - 2001年12月15日